# Stowięcino

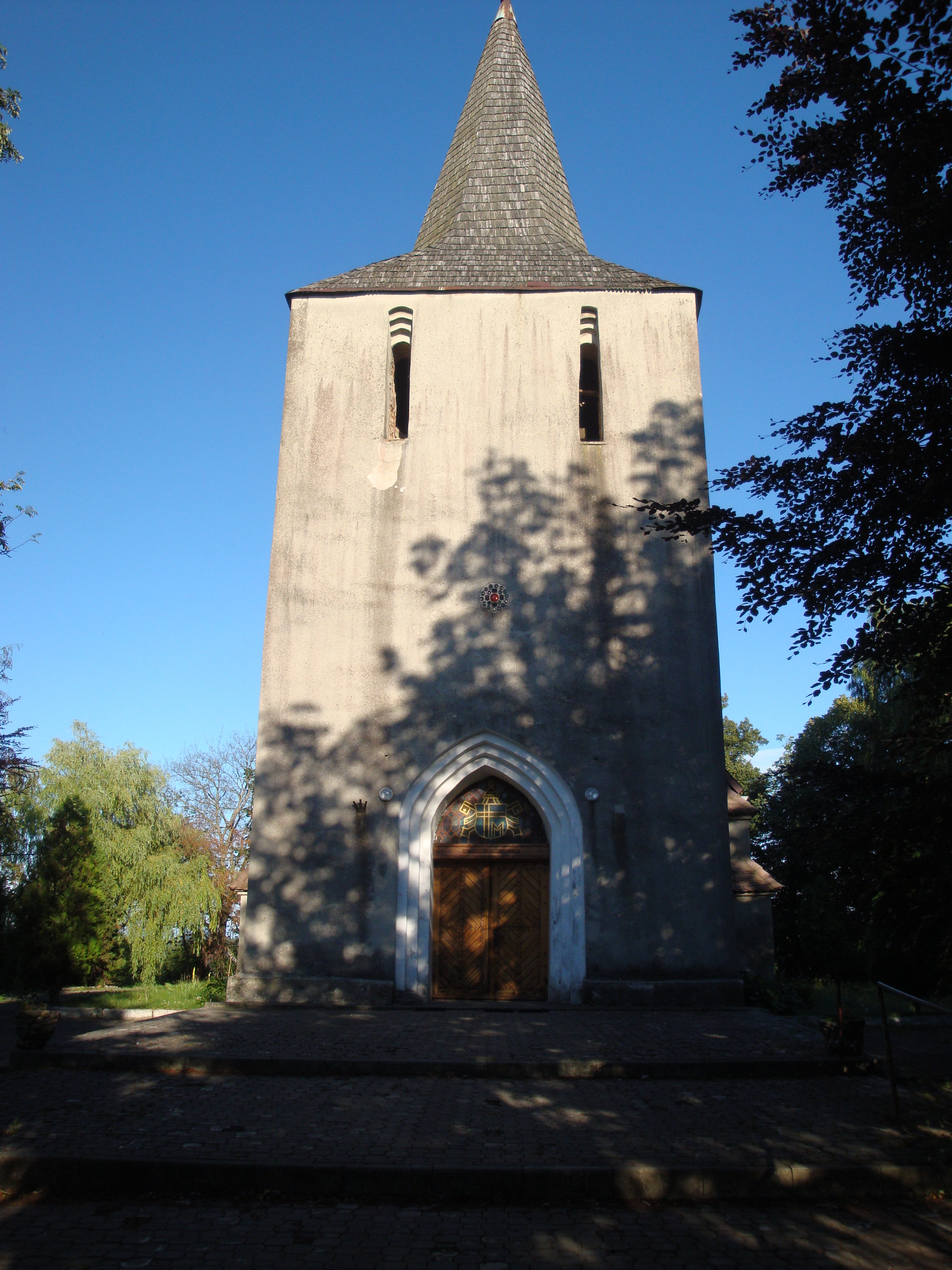

Stowięcino is een dorp in de Poolse woiwodschap Pommeren. De plaats maakt deel uit van de gemeente Główczyce en telt 416 inwoners.